# 上谷圭吾
上谷 圭吾（かみや けいご、1994年7月14日 - ）は、日本の俳優。福島県出身。劇団ノーミーツ団員。（株）TOKYO ARTISTS AGENCY所属。

## 出演

### テレビドラマ
- 腐女子、うっかりゲイに告（コク）る。 第7話（2019年、NHK）　- 生徒役
- 純愛ディソナンス（2022年、フジテレビ）- 佐竹博 役
- ドラフトキング（2023年、WOWOW）
- 風間公親−教場０−（2023年、フジテレビ）
- トリリオンゲーム 第1話（2023年、TBS） - ハッカー 役
- ウソ婚（2023年、関西テレビ） - 山野春介役
- 新空港占拠 第1話 - 第2話、第5話（2024年1月13日 - 、日本テレビ） - 鶴田輝幸　役
- 潜入兄妹 特殊詐欺特命捜査官 第5話（2024年11月2日、日本テレビ） - 番匠昴 役[2]
- 民王R 第6話（2024年11月26日、テレビ朝日） - 白鳥議員の秘書 役
- 問題物件 第6話（2025年2月19日、フジテレビ） - 相馬英吾 役[3]

### 配信ドラマ
- 悪魔はそこに居る（2023年、Paravi） - 武藤役
- MALICE（2023年、U-NEXT）  - 小牧朗役

### 舞台
- アマヤドリ舞台「ロクな死にかた」東京･福岡凱旋公演 （2017年）
- 21g座 舞台「オルタナティブ・ギシキ」（2019年）
- 劇団ノーミーツ　舞台「門外不出モラトリアム」 （2020年）
- HKT48、劇団はじめます。 旗揚げ公演「水色アルタイル」（2021年）
- オンライン演劇「トイレ天使物語」（2021年）
- 劇団ノーミーツ　舞台「それでも笑えれば」（2021年）
- オンライン演劇「夢路空港」（2022年）
- ニッポン放送×劇団ノーミーツ　舞台「背信者」（2023年）
- アナログスイッチ 20th situation「幸せを運ぶ男たち」（2024年） - 風吹浩一 役[4][5]
- Tom's collection Vol.2「業界〜恥ずかしながら、ボクらがこの世をダメにしてます〜」（2025年）[6]

### CM
- ソフトバンク「恋人がサンタクロース」篇TVCM（2019年）
- ahamoコンセプトムービー　WebCM（2020年）
- 明治「SAVAS」WebCM（2021年）
- サントリー「伊右衛門」WebCMナレーション（2021年）
- 明治「おいしい牛乳」WebCM（2022年）
- サイボウズ「キントーン」CM（2022年、2023年）
- 日本ハム「シャウエッセン」WebCM　（2022年）
- ヤクルト「タフマン」転職編　WebCM（2022年）
- 高橋書店「手帳は高橋2023年度版」TVCM（2023年）
- 花王　めぐりズム「ごきげんを作ろう 芝生で大の字休息」篇 WebCM（2023年）
- JTB「タビタミン」篇 WebCM（2023年）
- AI英会話スピークバディ「オンライン英会話_水族館」篇（2023年）
- INPIT「スタートアップは突然に...」season1～5（2023年）
- マイナビエージェント「キャリアアドバイザー」篇（2024年）

### その他
- TIFオンライン アイドル｢≠ME｣ プロモーション短編映像（2020年）
- ひぐちグループプレゼンツ　ラジドラ50「シェア」（2021年）
- 短編映像作品「EVEN」（宮原拓也監督）　◉TikTok film festival出品作品（2021年）